# Andri Mikaelsson
Andri Mar Mikaelsson (* 5. Dezember 1990) ist ein isländischer Eishockeyspieler, der seit 2014 erneut bei Skautafélag Akureyrar in der isländischen Eishockeyliga unter Vertrag steht.

## Karriere
Andri Mikaelsson begann seine Karriere als Eishockeyspieler bei Skautafélag Akureyrar, mit dem er 2008 isländischer Meister wurde. 2009 wechselte er zu Mörrums GoIS IK, für die er in der schwedischen J20-Elit auf dem Eis stand. Zur Spielzeit 2010/11 kehrte er nach Island zurück und spielte dort drei Jahre lang sowohl für die erste Mannschaft von Skautafélag Akureyrar, SA Vikingar, als auch für die zweite Mannschaft des Vereins, SA Jötnar. Mit den Vikingar gewann er 2011 und als Mannschaftskapitän 2013 erneut den isländischen Landesmeistertitel. Nach diesem Erfolg zog es ihn erneut nach Schweden, wo er eine Spielzeit beim Åseda IF in der schwedischen Division 2, der vierthöchsten Spielklasse des Landes, spielte. Seit 2014 spielt er wieder für Skautafélag Akureyrar, mit dem er 2015, 2016, 2018, 2019, 2021 und 2022 erneut isländischer Meister wurde. In der Spielzeit 2015/16 erreichte er die beste Plus/Minus-Bilanz der isländischen Liga.

### International
Andri Mikaelsson spielte bereits als Jugendlicher für Island. Er nahm an der Division III der U-18-Weltmeisterschaften 2007 und 2008 sowie dem Division-II-Turnier der U-20-Weltmeisterschaften 2008 und dem Division-III-Turnier der U-20-Weltmeisterschaften 2010, als den Isländern der Aufstieg in die Division II gelang, teil.
Für die Herren-Nationalmannschaft spielte Andri Mikaelsson in der Division II bei den Weltmeisterschaften 2009, 2010, 2011, 2012, 2013, 2014, 2015, 2016, 2017, 2018, 2019, 2022, 2023 und 2024. Zudem vertrat er seine Farben bei den Olympiaqualifikationsturnieren für die Winterspiele in Pyeongchang 2018, in Peking 2022 und in Mailand 2026.

## Erfolge und Auszeichnungen
- 2008: Isländischer Meister mit Skautafélag Akureyrar
- 2010: Aufstieg in die Division II bei der U-20-Weltmeisterschaft, Division III
- 2011: Isländischer Meister mit den SA Vikingar
- 2013: Isländischer Meister mit den SA Vikingar
- 2015: Isländischer Meister mit Skautafélag Akureyrar
- 2016: Isländischer Meister mit Skautafélag Akureyrar
- 2016: Beste Plus/Minus-Bilanz der isländischen Liga
- 2018: Isländischer Meister mit Skautafélag Akureyrar
- 2019: Isländischer Meister mit Skautafélag Akureyrar
- 2021: Isländischer Meister mit Skautafélag Akureyrar
- 2022: Isländischer Meister mit Skautafélag Akureyrar
- 2022: Aufstieg in die Division II, Gruppe A, bei der Weltmeisterschaft, Division II, Gruppe B